# Nachman Majzel
Nachman Majzel (ur. 1887, zm. 1966) – żydowski wydawca, publicysta, krytyk literacki i historyk literatury jidysz.

## Życiorys
Urodził się w 1887 roku w Kijowie lub w okolicach, w zamożnej rodzinie. Otrzymał tradycyjne wykształcenie. W 1905 roku ukazało się jego debiutanckie opowiadanie napisane po hebrajsku, zaś w jidysz zadebiutował cztery lata później artykułem na temat twórczości Dawida Bergelsona. W 1910 roku zaczął współwydawać periodyk „Der Jidiszer Almanach”. Przed I wojną światową należał także do redakcji „Di Jidisze Welt” i zarządzał wydawnictwem Kunst Farlag. W 1917 roku współzałożył wydawnictwo Kijew Farlag, które w przeciągu czterech lat wydało co najmniej sto publikacji w jidysz. Angażował się również w działalność wydawniczą Kultur-Lige.   
Na początku lat 20. zamieszkał w Warszawie, gdzie w 1921 roku powołał nowy oddział Kultur-Lige. Trzy lata później, wraz z Izraelem Jehoszuą Singerem, Perecem Markiszem i Melechem Rawiczem, założył czasopismo literacko-kulturalne „Literarisze Bleter”, którego został w 1925 roku redaktorem naczelnym. „Literarisze Bleter” stał się czołowym magazynem literacko-kulturalnym w międzywojennej Polsce, a dzięki staraniom Majzela wiele miejsca na łamach periodyku poświęcono historii literatury i kultury jidysz oraz analizowano rynek wydawniczy. Oprócz tego Majzel publikował także m.in. na łamach gazet „Hajnt” i „Forverts”, a w latach 1928–1932 prowadził cotygodniowy dodatek literacki do „Hajnt”. Napisał również szereg istotnych prac naukowych na temat literatury jidysz, m.in. na temat twórczości Icchoka Lejba Pereca, Mendele Mojchera Sforima, Hirsza Glika czy Chaima Żytłowskiego.   
W 1937 roku Majzel wziął udział w Żydowskim Światowym Kongresie Kultury w Paryżu, podczas którego założono Jidiszer Kultur Farband (JIKuF), po czym wyjechał do Stanów Zjednoczonych. Osiadł w Nowym Jorku, gdzie działał w JIKuF-ie i wydawał dla organizacji miesięcznik „Jidisze Kultur”.   
W 1964 roku wyjechał do Izraela i zamieszkał w kibucu Allonim. Zmarł dwa lata później.   

## Wybrane dzieła
- Noente un wajte („Bliskie i dalekie”), zbiór studiów i szkiców, dwa tomy, 1924–1926[1]
- Pereces Briw un redes, 1929[2]
- Szolem Asz. Zajn lebn un szafn, 1931[2]
- Der Mendele turem, 1932[2]
- Mendele Mojcher Sforim, 1936[2]
- Josef Opatoszu, zajn lebn un szafn, 1937[2]
- Gewen a moł a łebn. Dos jidisze kultur-łebn in Pojłn cwiszn bajde wełt-miłchome („Było sobie życie. Żydowskie życie kulturalne w Polsce w okresie międzywojennym”), 1951[1]
- Dos jidisze szafn un der jidiszer szrajber in Sowietnfarband („Żydowscy twórcy i żydowscy pisarze w Związku Radzieckim”) 1959[1]